# Фадрике Энрикес
Фадрике Энрикес де Мендоса (исп. Fadrique Enríquez de Castilla; 1390 — 23 декабря 1473) — кастильский аристократ, 2-й адмирал Кастилии, 1-й граф де Мельгар и Руэда, 2-й сеньор де Медина-де-Риосеко. Старший сын Альфонсо Энрикеса (1354—1429), 1-го адмирала Кастилии, 1-го сеньора де Медина-де-Риосеко.

## Биография
Отец Фадрике, Альфонсо Энрикес (1354—1429), был сыном Фадрике (1334—1358), незаконнорожденного сына короля Кастилии Альфонсо XI. Матерью Фадрике была Хуана де Мендоса (1360—1431), дочь Педро Гансалеса де Мендосы (? — 1385), 9-го сеньора де Мендоса, и Альдонсы Айялы, дочери Фернана Переса де Айялы.
Семья Энрикес была влиятельной дворянской семьей из-за этого происхождения от королевской линии и их многочисленных владений в Кастилии. Когда его отец умер в 1429 году, Альфонсо Фадрике унаследовал его поместье и титулы, включая магистра Ордена Сантьяго, сеньора де Медина-де-Риосеко, Кастро-Верде и Торрелобатон. По словам его современника Фернандо дель Пульгара (1436—1492), он был небольшого роста, немного близорук, и он и он получил большую честь и известность на должности командующего флотом Кастилии.
Фадрике Энрикес де Мендоса играл важную роль при дворе в качестве одного из главных советников короля Кастилии Хуана II. Он стал участником заговора против влиятельного констебля Кастилии Альваро де Луны.
В 1425 году Фадрике Энрикес женился на Марианне Фернандес де Кордова и Айала, 4-й сеньоре де Касаррубиос (1385—1431), дочери Диего Фернандеса де Кордова и Каррильо (? — 1435), сеньора де Баэна, и Инес де Айала и Толедо, 3-й сеньоре де Касаррубиос.
В 1425 году Марианна родила дочь Хуану, будущую королеву Арагона.
В 1431 году Фадрике Энрикес и Альваро де Луна арестовали военачальника Диего Сармьенто за то, что тот не подчинился приказу короля. В том же 1431 году скончалась его жена Марианна.
В 1432 году он сражался вместе с Педро Манрике де Ларой против инфантов Энрике и Педро близ Касереса, Альбуркерка и Акагалы.
9 мая 1432 года Фадрике женился на своей второй жене Терезе Фернандес де Киньонес и Толедо (1405—1481), дочери Диего Фернандеса Вигила де Киньонеса (1369—1444), сеньора де Луна, и Марии де Толедо и Айала, с брака с которой у него было девять детей.
В 1437 году, когда король Кастилии Хуан II арестовал Педро Манрике, Фадрике Энрикес вступил в конфликт с королём. В августе 1438 года Педро удалось бежать из своей тюрьмы в Фуэнтедуэнасе. Фадрике Энрикес собрал свои войска в Медине де Риосеко, чтобы восстать против короля. Хуан II Кастильский также собрал своих сторонников, включая Альваро де Луну, его сына Энрике, Перо де Веласко, графа Аро, Диего Гомеса де Сандоваля и других. В 1440 году были проведены переговоры и достигнуто временное перемирие. В течение этого короткого периода мира Энрике женился на Бланке II Наваррской, и крестным отцом стал Фадрике Энрикес этой пары.
В 1445 году Фадрике Энрикес снова участвовал в союзе против Альваро де Луны. Адмирал был взят в плен, но ему удалось бежать в Медина-де-Риосеко.
В 1448 году Фадрике был обвинен в заговоре против короля и заговоре с целью убийства Альваро де Луны. Фадрике снова бежал, отправился искать поддержки в соседнее королевство Арагон, а оттуда в Италию, где в то время находился Альфонсо V Великодушный, король Арагона.
В 1449 году Фадрике Энрикес вновь был заключен союз против Альваро де Луны. На этот раз Фадрике объединил свои силы с Хуаном II, королем Наваррским. В 1447 году король Хуан II Кастильский женился на инфанте Изабелле Португальской. Новая королева вскоре быстро расправилась с влиятельными придворными дворянами. Альваро де Луна был арестован 4 апреля 1453 года и приговорён к смертной казни. Он был обезглавлен 2 июня 1453 года.
Хуан II Кастильский скончался в июле 1454 года, и ему наследовал его старший сын Энрике IV. Началась новая серия интриг при кастильском дворе, и Фадрике Энрикес снова сыграл свою роль.
Фадрике Энрикес де Мендоса скончался 23 декабря 1473 года и был похоронен в монастыре Вальдескопесо в Медина-де-Риосеко.

## Дети
Дети от первого брака с Марианной Фернандес де Кордова и Айала:
- Хуана Энрикес (1425 — 13 февраля 1468), с 1444 года супруга инфанта Хуана Арагонского (1398—1479), впоследствии королева-консорт Арагона (1458—1468) и мать короля Фердинанда II Арагонского.

Дети от второго брака с Терезой Фернандес де Киньонес:
- Алонсо Энрикес де Киньонес (ок. 1432—1485), 3-й адмирал Кастилии, 3-й сеньор де Медина-де-Риосеко и 2-й граф Мельгар (1473—1485)
- Педро Энрикес де Киньонес (? — 1492), сеньор де Тарифа, 4-й аделантадо Андалусии
- Энрике Энрикес де Киньонес (? — 1504), королевский майордом, сеньор де Орсе (с 1492). Отец Марии Энрикес де Луна и прадед Святого Франциска Борджиа, 4-го герцога Гандии
- Франсиско Энрикес де Киньонес (? — 1491), сеньор де Вега-де-Руипонсе
- Мария Энрикес де Киньонес, вышла замуж за Гарсиа Альвареса де Толедо, 1-го герцога Альба (1424—1488), прабабушка Элеоноры Толедской, супруги Козимо I Медичи, великого герцога Тосканского
- Леонор Энрикес де Киньонес (? — 1471), муж — Альвар Перес Осорио (1430—1471), 2-й граф Трастамара, 1-й маркиз де Асторга
- Инес Энрикес де Киньонес (? −1488), муж — Лопе Васкес де Акунья (? — 1489), 2-й граф де Буэндиа
- Альдонса Энрикес де Киньонес (1450—1520), муж с 1467 года Хуан Рамон Фольк IV де Кардона (1446—1513), 1-й герцог де Кардона
- Бланка Энрикес де Киньонес, монахиня в монастыре Санта-Клара-де-Паленсия.